# Tamiops
Tamiops este un gen de veverițe din subfamilia Callosciurinae.